# 오노 유야
오노 유야(일본어: 大野 佑哉, 1996년 8월 17일~)는 일본의 축구 선수이다.

## 구단 경력
그는 2019년 J1리그의 마쓰모토 야마가 FC에 입단했다. 2019년후 J2리그에 강등했다. 2021년후 J3리그에 강등했다. 2022년까지 86경기에 출전하여, 2득점을 넣었다. 2023년 J3리그의 AC 나가노 파르세이루로 이적했다.